# Mount Adamson
Mount Adamson ist ein 3400 m hoher Berg, der 10,5 km ostnordöstlich des Mount Hewson in der Deep Freeze Range des ostantarktischen Viktorialands aufragt.
Die Nordgruppe der New Zealand Geological Survey Antarctic Expedition (1965–1966) benannten ihn nach dem Geologen Robert G. Adamson (* 1940), einem Mitglied der Gruppe.
Mount Adamson ist Typlokalität und bisher (Stand 2020) einziger Fundort der Zeolithminerale Gottardiit, Mutinait und Terranovait.